# 盛岡駅前探偵団
盛岡駅前探偵団（もりおかえきまえたんていだん）は、IBCラジオで放送されているラジオ番組。

## 番組の概要
盛岡駅周辺の様々な情報を伝える帯番組として長らく平日週5日放送されてきたが、2020年の新型コロナ流行に伴い同年春から一時休止したのち、数ヶ月後に月・水・金曜の週3日放送で番組が再開され、現在に至る。
女性パーソナリティ2人が担当し、毎月出題される「盛岡駅前クイズ」に正解した人の中から抽選で4名に、盛岡駅前協賛各社で使える商品券5,000円分がプレゼントされる。かつては毎月3名に1万円分の商品券をプレゼントしていたが、先述の休止を経ての再開後に現在の内容に変更された。
なお番組のコンセプトは盛岡駅周辺にある様々なお店や観光名所の情報が中心であり、鉄道ファン向けの番組ではない。
2009年3月30日より「開運!盛岡駅前探偵団」に改題している。「開運」は盛岡駅東口方面前を流れる北上川にかかる「開運橋」から取ったものであり、駅周辺だけでなく、駅から見て川向こうにあたる大通地区の情報も扱う。

## 過去の出演者
- 東出雅子（リポーター兼パーソナリティー、金曜担当）
- 川村龍雄（探偵団ディレクター・ナレーション担当、森本レオのモノマネをする「もりおかレオ」としてリポーターも不定期で兼務）

## テーマ曲
- 青春に乾杯（日野ミッドナイトグラフィティ 走れ!歌謡曲のテーマ曲と同じ曲目だが、こちらはミッシェル・デルペッシュ歌唱のもの)。

## 備考
東日本大震災関連の報道特番が組まれている為、2011年3月14日~同年3月25日まで当番組は休止。翌週3月28日より当番組は再開されたが、「朝からRADIO」10時台はTVとの同時生放送による報道特番「震災情報いわて~ふるさとは負けない!（IBC安否情報）」の放送が続く為、当番組は同年4月1日までは（「ワイドステーション」に内含される形で）月~金15:50~16:00に時間移動。翌週4月4日からは独立番組として10:50~11:00に移動する。